# U-606
U-606 – niemiecki okręt podwodny typu VIIC. Odbył trzy patrole bojowe. Został zatopiony 22 lutego 1943 roku przez polski niszczyciel „Burza” i amerykański eskortowiec USCGC „Campbell” podczas ataku na konwój ON-166 na północ od wyspy Jan Mayen.

## Historia
Zamówienie na budowę okrętu złożono w dniu 22 maja 1940 roku w stoczni Blohm und Voss w Hamburgu. Budowę rozpoczęto 12 marca 1941 roku, wodowanie nastąpiło w dniu 27 listopada 1941 roku, a w dniu 22 stycznia 1942 roku został wcielony do służby wchodząc w skład 5. Flotylli U-Bootów.
W składzie 5. Flotylli znajdował się do 31 sierpnia 1942 roku, gdzie nastąpiło zgranie załogi i trening. Następnie został wcielony do 11. Flotylli, wchodząc w jej skład do 31 października 1942 roku; w tym czasie wyszedł 14 września w pierwszy patrol bojowy pod dowództwem kpt. mar. Dietricha von der Esch. Podczas niego nie zdołał odnaleźć statków konwojów PQ 18 i QP 14, lecz 21 września 1942 zestrzelił atakującą go nieskutecznie łódź latającą Consolidated PBY Catalina z norweskiego 330. Dywizjonu RAF.
W dniu 17 października 1942 wyszedł z Bergen w drugi patrol bojowy na północnym Atlantyku, z nowym i ostatnim swoim dowódcą por. mar. Hansem-Heinrichem Döhlerem. Patrolował następnie w ramach tzw. wilczych stad. W dniu 1 listopada 1942 roku wszedł w skład 9. Flotylli. W dniach 1 – 8 listopada 1942 roku brał udział w patrolu w ramach grupy okrętów podwodnych Natter. Podczas patrolu zatopił jeden statek i uszkodził statek-bazę wielorybniczą (następnie dobitą przez U-624). Patrol ukończył 5 grudnia w Breście, a 4 stycznia 1943 wypłynął w trzeci patrol. W dniach 6 – 22 stycznia 1943 roku uczestniczył w grupie Falke na północnym Atlantyku, a po rozwiązaniu tej grupy, wszedł w skład nowo utworzonej grupy Haudegen i działał w tej grupie do 15 lutego 1943 roku.
Po rozwiązaniu grupy Haudegen samodzielnie kontynuował patrol. W nocy 22 lutego 1943 roku zaatakował konwój ON-166, torpedując trzy statki. Został wykryty pod wodą przez polski niszczyciel ORP „Burza”, który skutecznie zaatakował go bombami głębinowymi, uszkadzając go i zmuszając do wynurzenia. Wycofując się na powierzchni, został wykryty przez amerykański eskortowiec USCGC „Campbell” (zmobilizowany kuter Straży Wybrzeża). Starsze publikacje podawały, że „Campbell” staranował U-606, lecz według nowszych publikacji doszło do zderzenia okrętów (przy czym nie jest jasne, czy U-Bootem, który uderzył w burtę „Campbella” był U-606). „Campbell” następnie obrzucił U-606 dwoma bombami głębinowymi i ostrzelał z działa 76 mm i lekkiej broni. Uszkodzony okręt podwodny został samozatopiony przez otwarcie zaworów, tonąc 23 lutego nad ranem. Zginęło 36 członków załogi, 12 wzięto do niewoli w tym 5 przez „Campbella”, a 7 przez załogę ORP „Burza”.
Pozycja zatopienia okrętu: 47°44′00″N 33°43′00″W/47,733333 -33,716667
W trakcie służby U-606 zatopił 3 statki o łącznym tonażu 20 527 BRT i uszkodził 2 statki o łącznym tonażu 21 925 BRT.

### Patrole bojowe
| Lp | Dowódca                      | Wyjście na patrol             | Powrót z patrolu           | Dni w morzu |
| -- | ---------------------------- | ----------------------------- | -------------------------- | ----------- |
| 1  | Kptlt. Dietrich von der Esch | 14 września 1942 – Bergen     | 26 września 1942 – Bergen  | 13 dni      |
| 2  | Oblt. Hans-Heinrich Döhler   | 17 października 1942 – Bergen | 5 grudnia 1942 – Brest     | 50 dni      |
| 3  | Oblt. Hans-Heinrich Döhler   | 4 stycznia 1943 – Brest       | 22 lutego 1943 – Zatopiony | 50 dni      |

### Zaatakowane jednostki pływające
| Data                 | Godzina   | Pozycja ataku                              | Nazwa                               | BRT   | Bandera           | Konwój | Typ ataku | Status                                      |
| -------------------- | --------- | ------------------------------------------ | ----------------------------------- | ----- | ----------------- | ------ | --------- | ------------------------------------------- |
| 28 października 1942 | 09:02 CET | 54°51′00″N 30°06′00″W/54,850000 -30,100000 | Tankowiec Gurney E. Newlin          | 8225  | Stany Zjednoczone | HX-212 | Torpedowy | Zatopiony                                   |
| 28 października 1942 | 05:37 CET |                                            | Statek baza wielorybnicza Kosmos II | 16966 | Norwegia          | HX-212 | Torpedowy | Uszkodzony (zatopiony przez U-624)          |
| 22 lutego 1943       | 22:20 CET | 46°53′00″N 34°53′00″W/46,883333 -34,883333 | MS Chattanooga City                 | 5687  | Stany Zjednoczone | ON-166 | Torpedowy | Zatopiony                                   |
| 22 lutego 1943       | 22:20 CET | 46°53′00″N 34°53′00″W/46,883333 -34,883333 | MS Empire Redshank                  | 6615  | Wielka Brytania   | ON-166 | Torpedowy | Zatopiony (dobity przez korwetę ”Trillium”) |
| 22 lutego 1943       | 22:20 CET | 46°53′00″N 34°53′00″W/46,883333 -34,883333 | MS Expositor                        | 4959  | Stany Zjednoczone | ON-166 | Torpedowy | Uszkodzony (dobity przez U-303)             |

## Przebieg służby
- 22.01.1942 – 31.08.1942 – 5 Flotylla, Kolonia (szkolenie)
- 1.09.1942 – 31.10.1942 – 11 Flotylla, Bergen (okręt bojowy)
- 1.11.1942 – 22.02.1943 – 9 Flotylla, Brest (okręt bojowy)

### Dowódcy
- Oberleutnant zur See Hans Klatt (22.01.1942 – 1.10.1942)
- Kapitänleutnant Dietrich von der Esch (14.09.1942 – 26.09.1942) (dowódca w czasie pierwszego patrolu bojowego)
- Oberleutnant zur See Hans-Heinrich Döhler (2.10.1942 – 22.02.1943)